# 마르셀로 에스티가리비아
마르셀로 알레한드로 에스티가리비아 발모리(Marcelo Alejandro Estigarribia Balmori, 1987년 9월 21일, 파라과이 페르난도데라모라 ~ )는 파라과이의 축구 선수이며 현재 클루브 솔 데 아메리카에서 뛰고 있다.
에스티가리비아는 유스시절 마르셀로의 애칭인 셀로라는 이름으로 알려져있다. 그는 어머니로 인해 이탈리아의 여권도 가지고 있다.

## 사생활
에스티가리비아는 파라과이의 수도 아순시온으로부터 1 km 떨어진 페르난도 데 라 모라에서 살았고. 그는 독실한 가톨릭교회 분위기에서 자랐다.

## 우승 경력
유벤투스
- 세리에 A: (1) 2011–12